# Anacamptomyia
Anacamptomyia – rodzaj muchówek z rodziny rączycowatych (Tachinidae).

## Wybrane gatunki
- A. africana Bischof, 1904
- A. bisetosa Roubaud & Villeneuve, 1914
- A. nigriventris Malloch, 1930[1]